# John Cabess
John Cabess (parfois écrit John Kabes ou John Cabes ; c. 1640-1722) est un important marchand africain de Komenda, dans ce qui est de nos jours le Ghana. Il est un allié des Britanniques et un fournisseur de la Royal African Company. Comme marchand, il acquiert une grande importance économique et politique dans la région côtière au début des années 1700. Il joue un rôle important dans les guerres de Komenda, l'émergence de l'Empire ashanti, l'implantation des Britanniques en Afrique de l'Ouest et les débuts du commerce d'esclaves à grande échelle. Son importance économique et politique fait que l'historien Kwame Daaku le surnomme le « prince des marchands » de la côte de l'Or dans les années 1700. Il décède en 1722, mais ses héritiers continuent à exercer un important pouvoir économique au xviiie siècle.

## Contexte
John Cabess naît dans les années 1640 ou 1650. On pense qu'il est le fils de John Cabessa, un Africain ayant collaboré avec les Britanniques à Fort Amsterdam dans les années 1660. Selon des rapports britanniques, Cabessa aîné aurait préféré se suicider plutôt que d'être capturé lors de l'attaque du fort par les Hollandais,.
La cité de Komenda, qui appartient à l'époque au royaume d'Eguafo, devient un port important dans la deuxième moitié du xviie siècle. Les Britanniques et les Français veulent s'implanter dans la région et s'assurer le contrôle du port afin de briser le monopole des Hollandais sur le commerce en Côte de l'Or. Les Hollandais considèrent le fort comme d'importance secondaire, un appui à leurs activités dans la zone. Dans ce contexte, John Cabess s'installe à Komenda dans les années 1670 pour commercer avec les Britanniques qui tentent d'y d'installer une activité commerciale. À ce moment, le plus important commerçant africain est une personne qu'on appelle « capitaine Bracon » ; mais, aux alentours de 1686, Cabess prend le pas sur ce dernier.

## Le prince des marchands à Komenda
Dans les années 1680, Cabess est donc un important marchand à Komenda. On suppose qu'il s'est installé entre 1683 et 1685. Un commerçant britannique rend compte de l'importance du personnage en disant que, sans Cabess, « rien ne peut se faire ». À cette époque, il fait commerce de cauris, de nourriture et de main-d'œuvre pour le fort et les usines que construit la Royal African Company à Komenda et aux alentours. Par la suite, il devient un important marchand d'esclaves, fournissant continûment des milliers de captifs.
Son refus de traiter avec les Hollandais affaiblit notablement la capacité de ces derniers à installer des postes et, lorsque les Français songent à installer des établissements dans la zone, ils offrent de l'or en quantité significative pour qu'il les aide mais le projet ne sera pas finalisé. Cabess a des moyens de négociation importants et ses relations avec les Britanniques connaissent parfois quelques tensions. En 1687, la dégradation de ses relations avec le représentant local de la Royal African Company, William Cross, amène ce dernier à être obligé de quitter le fort. Des situations similaires se reproduisent en 1698 et 1714, et, à chaque fois, le représentant britannique est remplacé à la demande de Cabess.
En 1688, Cabess est victime du panyarring de la part des Hollandais, une forme de rançonnage courante sur la côte, où des marchands sont capturés par d'autres et leurs biens (par exemple la cargaison d'un navire capturé) saisis, le tout se soldant par une libération contre rançon. Les marchands britanniques libèrent Cabess et, selon certains comptes rendus, c'est cet incident qui déclenche l'attaque contre les mineurs hollandais en 1694, laquelle marque le début des guerres de Komenda,. En 1690, durant une guerre entre des compagnies commerciales françaises et hollandaises, les ateliers appartenant aux Britanniques sont brûlés, ce qui les amènent à quitter l'endroit. Cabess commence alors à fournir produits et main-d'œuvre aux Hollandais.
Durant les guerres de Komenda, de 1694 à 1700, Cabess fournit une aide cruciale aux Britanniques et il soutient activement leur retour à Komenda,. En 1694 et 1695, il attaque le fort hollandais à de multiples reprises et, durant des négociations avec le commandant hollandais, Willem Bosman, ce dernier tire sur Cabess mais le manque. Avec la fin des guerres en 1700 et la montée en puissance de l'Empire ashanti, Cabess devient un intermédiaire indispensable dans la cité portuaire. Les commerçants britanniques se plaignent que Cabess les empêche d'accéder à Komenda, qu'il les intercepte en dehors de la ville, facturant ses produits au prix fort et gardant les meilleurs pour lui-même. Cabess est alors en effet à la tête d'un monopole et, en même temps, d'un monopsone car il gère les contacts entre de nombreux acheteurs et de nombreux vendeurs, les empêchant d'entrer directement en contact les uns avec les autres et les obligeant à passer par lui.
La position économique dominante de Cabess l'amène à se trouver en conflit avec les Britanniques au début des années 1700, une hostilité réciproque l'opposant ainsi au commandant du fort, Dalby Thomas. Néanmoins, bien qu'il ait commercé avec les Hollandais, il reste un fidèle allié des Britanniques et les tensions s'apaisent. Mais cette position dominante amène aussi des rivalités avec les dirigeants africains ; l'hostilité qui existe entre Komenda, virtuellement dirigé par Cabess, et l'ethnie Twifo nécessite, en 1714, l'intervention des diplomates Ashanti.
L'importance économique se conjugue à l'importance politique et John Cabess devient le virtuel dirigeant de Komenda qui, progressivement, s'émancipe de la tutelle d'Eguafo et tend à devenir son égale,. Outre ses activités de commerçant Cabess est aussi un important propriétaire terrien. Au début, il ne possède que quelques habitations aux alentours du fort anglais ; en 1714, il possède aussi des terres cultivables en quantité. Au moment de sa mort, il détient en grande partie le pouvoir le long de la côte et il possède son propre tabouret, symbole de pouvoir des dirigeants Akan, qui se transmet aux héritiers.

## Décès
John Cabess décède en juin 1722 à Komenda. Les Hollandais et les Britanniques craignent une guerre entre les nombreux héritiers du défunt. Les administrateurs de la RAC délèguent un représentant chargé de remettre des cadeaux aux héritiers les plus susceptibles de prendre la place de Cabess. Le corps de ce dernier est enterré au fort britannique de Komenda après avoir été exposé au public. Son fils, Ahenaqua, récupère la majeure partie du pouvoir et des activités commerciales de son père, sans guerre de succession. Il dirige, assis sur le « tabouret du regretté John Cabess ». Vers le milieu des années 1700, ce sont les dirigeants de Cape Coast qui deviennent dominants le long de la côte.